# Blåsljud

Normalt hjärtljud och de vanligaste blåsljuden.

Blåsljud är en medicinsk term för de ljud som kan höras med stetoskop när virvlar bildas i blodet som strömmar genom hjärtat. Det finns många olika saker som kan orsaka sådana virvlar, inte sällan beroende på hjärtklaffarna eller hål mellan hjärtrummen. 
Ljuden är ofta så typiska att en van läkare kan göra en bedömning om orsak och allvarlighetsgrad endast genom att lyssna till ljudets karaktär och dess utstrålning. Problemets storlek beror helt på vad orsaken till blåsljudet är. Många orsaker är dock helt harmlösa och påverkar inte personens hälsa överhuvudtaget.

## Auskultationspunkter

Position för avlyssning av blåsljud.

De olika hjärtklaffarna hörs olika bra på olika positioner på thoraxväggen, och deras respektive blåsljud hörs bäst i deras närhet.
Aortaklaffen hörs bäst i revbensmellanrum 2 (intercostalrum 2) direkt till höger om bröstbenet (parasternalt), en kraftig aortastenos kan dock ibland höras ända upp till halsens artärer.
Pulmonalisklaffen hörs bäst i revbensmellanrum 2 till vänster om bröstbenet.
Mitralisklaffen hörs bäst i revbensmellanrum 5 på vänster sida, i linje med nyckelbenets mitt (midklavikularlinjen).
Trikuspidalisklaffen hörs bäst i revbensmellanrum 5 på vardera sida om bröstbenet.

## Systoliskt blåsljud
När blåsljudet inträffar mellan den första och andra hjärttonen är det ett så kallat systoliskt blåsljud och kan vara tecken på aortastenos eller mitralisinsufficiens.

## Diastoliskt blåsljud
När blåsljudet inträffar mellan den andra och efterföljande hjärtslags första hjärtton är det ett så kallat diastoliskt blåsljud. Detta kan vara ett tecken på aortainsufficiens eller mitralisstenos.